# Festivalbar 2003 (compilation)
Festivalbar 2003 è una compilation di brani musicali famosi nel 2003, pubblicata nell'estate di quell'anno in concomitanza con l'edizione omonima del Festivalbar. La compilation, in realtà divisa in due diverse pubblicazioni e differenziata con copertine "rossa" e "blu",  è composta da quattro cd da 18 tracce l'uno, e i dischi sono equamente divisi, due nella "rossa" e due nella "blu".
La versione blu è stata pubblicata dall'etichetta WMI, mentre la rossa dalla Universal.

## Compilation rossa

### Disco 1
1. Simply Red - Fake
2. The Roots feat. Cody Chesnutt - The Seed (2.0)
3. Robbie Williams - Come Undone
4. Alex Britti - Lo Zingaro Felice
5. Ben Harper - With My Own Two Hands
6. Robin Thicke - When I Get You Alone
7. Skin - Trashed
8. Eiffel 65 - Viaggia insieme a me
9. Juanes - A Dios le pido
10. Blue - U Make Me Wanna
11. Counting Crows - Big Yellow Taxi
12. Stacie Orrico - Stuck
13. DJ Francesco - La canzone del capitano
14. Blur - Out of Time
15. Alizée - J'en ai marre!
16. Roberto Angelini - Gattomatto
17. Sergio Cammariere - Dalla pace del mare lontano
18. Cassandra and The Family FX - Squeeze Me

### Disco 2
1. Carmen Consoli - Fiori d'arancio
2. Melanie C - On the Horizon
3. Tiromancino - Nessuna certezza
4. Frou Frou - It's Good to Be in Love
5. Neffa - Prima di andare via
6. Irene Nonis - Calendar
7. Ringo Starr - Never Without You
8. Niccolò Fabi - Il negozio di antiquariato
9. Junior Senior - Move Your Feet
10. Negrita - Magnolia
11. Nu - Any Other Girl
12. Amalia Gré - Io cammino di notte da sola
13. Stylophonic - Soul Reply
14. Safeway - Fallin'
15. Yu Yu - Relax
16. Athlete - El Salvador
17. Turin Brakes - Pain Killer (Summer Rain)
18. Elisa - Almeno tu nell'universo

## Compilation blu

### Disco 1
1. Eros Ramazzotti - Un'emozione per sempre
2. Macy Gray - When I See You
3. Irene Grandi - Prima di partire per un lungo viaggio
4. Moony - Flying Away
5. Stereophonics - Maybe Tomorrow
6. La Crus - L'urlo
7. Will Young - Light My Fire
8. DJ BoBo - Chihuahua
9. Morgan - Altrove
10. Evanescence - Bring Me to Life
11. Alexia - Egoista
12. Kelly Rowland - Can't Nobody
13. Syria - Aria
14. Ziggy Marley - True To Myself
15. Des'ree - Why
16. Daniele Stefani - Una lacrima
17. Avril Lavigne - I'm with You
18. Gianni Morandi - Una vita normale

### Disco 2
1. Jennifer Lopez - I'm Glad
2. Panjabi MC - Jogi
3. Cesare Cremonini - Latin Lover
4. Hooverphonic - One
5. Il Nucleo - Sospeso
6. Permiso Extraordinario - Bailando
7. Valeria Rossi - Luna di lana
8. Jarabe De Palo - Bonito
9. Prezioso feat. Marvin - Voglio vederti danzare
10. Christina Aguilera - Beautiful
11. Morcheeba - What's Your Name
12. Tom Jones - Black Betty
13. Le Vibrazioni - In una notte d'estate
14. Mis-Teeq - Scandalous
15. Lamya - Empires
16. The Calling - Could It Be Any Harder
17. Vega 4 - Radio song
18. Edoardo Bennato - Ritorna l'estate